# 尚絅大学短期大学部
尚絅大学短期大学部（しょうけいだいがくたんきだいがくぶ、英語: Shokei University Junior College）は、熊本県熊本市中央区九品寺2-6-78に本部を置く日本の私立大学。1888年創立、1952年大学設置。大学の略称は尚絅短大。

## 概観

### 大学全体
- 熊本県熊本市中央区に所在する日本の私立短期大学で、設置主体は学校法人尚絅学園[1]。
- 1952年に熊本女子短期大学として開学。学科によりキャンパスが分かれており、総合生活学科・食物栄養学科が九品寺に、幼児教育学科が武蔵ヶ丘にある。共用校として尚絅大学がある。かつては附属施設に尚絅大学短期大学部附属こども園があったが、2023年、大学にこども教育学部こども教育学科が新設されたのに伴って、現在は尚絅大学の付属施設となっている。

### 建学の精神（校訓・理念・学是）
- 尚絅大学短期大学部における建学の精神は「尚絅」となっている。これは、中国の古典『詩経』にある「衣錦尚絅（錦を衣て絅を尚ふ）[注 2]」から引用したものとなっている。意味は、「華麗な着物をまとっても、うすぎぬを掛けて、外にあらわさない」。転じて、深い教養や学問を身につけていてもそれを見せびらかさない奥ゆかしい女性であれ、との建学の精神を表している。

### 教育および研究
- 尚絅大学短期大学部における教育
  - 総合生活学科：アパレル・ファッション、住居・インテリア、福祉、食生活、情報・経営、教育の専門フィールドがある。それぞれのフィールドを組み合わせてカリキュラムを履修していくシステムとなっている。
  - 食物栄養学科：食と栄養のエキスパートを養成する学科。
  - 幼児教育学科：尚絅大学短期大学部附属幼稚園での教育実習もある。

### 学風および特色
- 尚絅大学短期大学部は、学名通り大学に併設された短大となっている。
- 旧来より女子を対象とした短大となっている。

## 沿革
- 1888年
  - 済々黌附属女学校が創設される。
- 1891年
  - 済々黌から独立して尚絅女学校となる。
- 1896年
  - 私立尚絅高等女学校となる。
- 1952年
  - 3月5日 左記を以て文部省[注 3]より短期大学の設置が認可される[注 4]。
  - 4月1日 熊本女子短期大学（くまもとじょしたんきだいがく 英語:Kumamoto Women's Junior College[注釈 1]）として以下の学科体制にて開学[3]。
    - 家政科 入学定員80名
- 1954年
  - 5月1日 学生数[4]/定員
    - 家政科 231[注釈 2]/160
- 1962年
  - 4月1日 家政科の入学定員を80→120に増員[5]。
  - 5月1日 学生数[6]/定員
    - 家政科 327[注釈 2]/200
- 1965年
  - 4月1日 家政科の入学定員を120→200に増員[注 5]。。
  - 5月1日 学生数[10]/定員
    - 家政科 462[注釈 2]/320
- 1967年
  - 4月1日 家政科を以下の専攻課程に分離する[11][12]。
    - 家政専攻 入学定員150名
    - 食物栄養専攻 入学定員50名[注 6]。

  - 5月1日 学生数[14]/定員
    - 家政科 676[注釈 2]/400
- 1968年
  - 4月1日 以下の学科を増設する[注 7]。
    - 幼児教育科 入学定員80名[18]

  - 同 家政科食物栄養専攻の入学定員を50→100に増員[注 8]。
  - 5月1日 学生数[20]/定員
    - 家政科 716[注釈 2]/450
    - 幼児教育科 104[注釈 2]/80
- 1971年
  - 4月1日 幼児教育科の入学定員を80→150に増員[注 9]。
  - 5月1日 学生数[25]/定員
    - 家政科 722[注釈 2]/600
    - 幼児教育科 350[注釈 2]/230
- 1975年
  - 4月1日 尚絅短期大学（しょうけいたんきだいがく）と改称し、家政科食物栄養専攻の入学定員を100→150に増員[注 10]。
  - 5月1日 学生数[30]/定員
    - 家政科 713[注釈 2]/550
    - 幼児教育科 550[注釈 2]/300
- 1985年
  - 5月1日 学生数[31]/定員
    - 家政科 663[注釈 2]/600
    - 幼児教育科 471[注釈 2]/300
- 1992年
  - 5月1日 学生数[注 11]/定員
    - 家政科 721[注釈 2]/600
    - 幼児教育科 376[注釈 2]/300
- 1996年
  - 4月1日 専攻科の設置が認められ、以下の課程を設ける[34]。
    - 食物栄養専攻 入学定員25名[注 12]。
- 1999年
  - 5月1日 学生数[35]/定員
    - 家政科 582[注釈 2]/600
    - 幼児教育科 410[注釈 2]/300
- 2006年
  - 4月1日 学科の改組あり[36]。これに伴い、これまでの尚絅短期大学を尚絅大学に吸収統合し、尚絅大学短期大学部に改称。
    - 家政科
      - 家政専攻→総合生活学科 入学定員100名
      - 食物栄養専攻→食物栄養学科 入学定員80名
      - 幼児教育科→幼児教育学科
- 2008年
  - 3月31日 以下の学科・専攻については左記をもって正式に廃止とする[37]。
    - 家政科
- 2014年
  - 1月 平成26年度大学入試センター試験参加短期大学の1校となる[38]。
- 2015年
  - 1月 平成27年度大学入試センター試験参加短期大学の1校となる[39]。
  - また、本年度より楡木キャンパスを武蔵ヶ丘キャンパスに名称変更。住所表示を熊本市北区楡木6丁目5-1から菊池郡菊陽町武蔵ヶ丘北2丁目8-1に変更。
- 2016年
  - 1月 平成28年度大学入試センター試験参加短期大学の1校となる[40]。
- 2017年
  - 4月1日 総合生活学科の入学定員を100→80に減員[41][34]。
- 2023年
  - 4月1日 幼児教育学科の入学定員を150→100に減員[1]。
- 2025年
  - 4月1日 総合生活学科の学生募集を来年度以降停止。

## 基礎データ

### 所在地
- 九品寺キャンパス（熊本県熊本市中央区九品寺2-6-78）
- 武蔵ヶ丘キャンパス（熊本県菊池郡菊陽町武蔵ヶ丘北2-8-1）

### 象徴
- 尚絅大学短期大学部のカレッジマークは桜をイメージしたものとなっている[注 13]。

## 教育および研究

### 組織

#### 学科
- 総合生活学科 入学定員80名[1]
- 食物栄養学科 入学定員80名[1]
- 幼児教育学科 入学定員100名[1]

#### 専攻科
- 食物栄養専攻 入学定員25名[44]

#### 別科
- なし

##### 取得資格について
- 中学校教諭二種免許状（家庭）が総合生活学科にて取得できる。（平成26年度入学生まで）
- 栄養士資格が食物栄養学科にて取得できる。
- 保育士資格と幼稚園教諭二種免許状が幼児教育学科にて取得できる。

#### 附属機関
- 子育て研究センター
- 尚絅学園図書館：武蔵ヶ丘キャンパスを中央館,九品寺キャンパスを九品寺分館とし、尚絅大学と共用している。蔵書数はおよそ230,000冊となっている。

### 研究
- 『尚絅短期大学研究紀要』[45]
- 『次世代育成研究・児やらい』[46]
- 『熊本女子短期大学研究紀要』[注釈 1]。

## 学生生活

### 部活動・クラブ活動・サークル活動
- 尚絅大学短期大学部のクラブ活動
  - 体育系：テニス・水泳ほか
  - 文化系：書道・華道・茶道ほか

### 学園祭
- 「尚絅祭」と呼ばれ、各キャンパスで秋に開催される。(平成18年の改組以前の学園祭は、キャンパスごとに名称が異なり、九品寺キャンパスでは「秋陽祭」、武蔵ヶ丘キャンパスでは「秋華祭」呼ばれていた。)

## 大学関係者と組織

### 大学関係者一覧

#### 教員
- 宇野精一 - 第3代学長
- 武内忠男 - 第6代学長
- 江口吾朗 - 第9代学長
- 大羽宏一 - 第10代学長
- 森正人 - 第11代学長
- 田代順七 - 元教授

#### 卒業生
- すみママ - 熊本県のローカルタレント
- 田邊美穂 - モデル、ローカルタレント
- 可愛和美 - 歌手（中退）

## 施設

### 九品寺キャンパス
- 使用学科：総合生活学科・食物栄養学科
- 使用専攻科：なし。ただし、かつては食物栄養専攻があった。
- 使用附属施設：図書館
- 交通アクセス：JR鹿児島本線熊本駅より熊本都市バス第一環状線に乗車、「尚絅校前」バス停下車。熊本市電 九品寺交差点電停より徒歩1分。
- 設備：学生ホールほか。

北緯32度47分52.5秒 東経130度43分1.2秒

### 武蔵ヶ丘（旧：楡木）キャンパス
- 使用学科：幼児教育学科
- 使用専攻科：なし
- 使用附属施設：図書館
- 交通アクセス：JR豊肥本線武蔵塚駅下車、徒歩約20分。または、桜町BT17番のりばより、熊本電鉄バス（C5-2～5系統：三軒町・堀川・新地団地経由泉ヶ丘行き、杉並台行き、光の森駅行き）」に乗車、「尚絅大学前」バス停下車、徒歩1分。
- 設備：学生ホールほか、短大附属こども園（旧：幼稚園）がある。

北緯32度51分27.2秒 東経130度45分40.7秒

### 寮
- 武蔵ヶ丘キャンパスには「如蘭学寮」と称した学生寮がある。

## 対外関係

### 系列校
- 尚絅大学

## 社会との関わり
- 九品寺キャンパスは、2008年9月28日に実施された「第4回世界遺産検定」の公開会場になった。

## 卒業後の進路について

### 編入学・進学実績
- 系列の尚絅大学以外では以下の実績がある。
  - 総合生活学科：同志社大学ほか
  - 食物栄養学科：中村学園大学ほか
  - 幼児教育科：福岡教育大学・別府大学ほか

## 附属学校
- 現在は無し
  - かつては尚絅大学短期大学部附属こども園（旧：尚絅大学短期大学部附属幼稚園）があったが、2023年、尚絅大学にこども教育学部こども教育学科が新設されたのに伴い、こども園は尚絅大学の付属施設に移行した。